# Michail Chitrovo
Michail Aleksandrovitj Chitrovo (ryska: Михаил Александрович Хитрово), född 1 februari 1837 i Moskva, död 30 juni 1896 i Sankt Petersburg, var en rysk diplomat.
Chitrovo inträdde 1859 i det ryska konsulatväsendet på Balkanhalvön, blev generalkonsul i Konstantinopel och sändes 1881 som diplomatisk agent till Bulgarien. Han förflyttades därifrån till Egypten 1882 och blev 1886 rysk minister i Bukarest, från vilken post han hänsynslöst understödde den revolutionära agitationen mot Bulgariens regering. Han blev 1891 minister i Portugal och 1892 i Japan.